# Aeroportul Lycksele
Aeroportul Lycksele (IATA: LYC, ICAO: ESNL) este un aeroport din Comuna Lycksele, Västerbottens län, Suedia ce deservește zona Skytteanska skolan, Lycksele⁠(d). Aeroportul a fost tranzitat în 2022 de 13.287 de pasageri. A fost deschis în 1968.
Situat la o altitudine de 215 m, aeroportul dispune de o singură pistă. Este operat de Comuna Lycksele.